# Leopoldo Savona
Leopoldo Savona, né le 13 juillet 1913 à Lenola et mort le 19 octobre 2000 à Jesi, est un réalisateur et scénariste italien.
Il a dirigé 18 films entre 1954 et 1976.

## Biographie
Né en Lenola, Leopoldo Savona a commencé sa carrière en 1949 en tant que directeur adjoint de Giuseppe De Sanctis. Il a fait ses débuts de réalisateur en 1955, avec le film d'aventure Il principe dalla maschera rossa. Il a collaboré avec Pier Paolo Pasolini en tant que conseiller technique dans Mamma Roma.

## Filmographie

### Acteur

#### Cinéma
- 1953 : Des gosses de riches : petit ami de Val
- 1957 : Saranno uomini
- 1962 : Vulcan, fils de Jupiter
- 1964 : None But the Lonely Spy

#### Télévision
Séries télévisées
- 1948 : Studio One in Hollywood : Toby

### Réalisateur

#### Cinéma
- 1954 : Jours d'amour (Giorni d'amore) avec Giuseppe De Santis
- 1955 : L'Aigle rouge (Il principe dalla maschera rossa)
- 1957 : Hommes et Loups (Uomini e lupi) avec Giuseppe De Santis
- 1959 : Le notti dei teddy boys (it)
- 1961 : Les Mongols (I mongoli) avec André De Toth
- 1962 : La Dernière Attaque (La guerra continua)
- 1962 : Légions impériales (La leggenda di Fra Diavolo)
- 1963 : Le Sabre de la vengeance (I diavoli di Spartivento)
- 1964 : L'ultima carica
- 1966 : El Rojo
- 1967 : Killer Kid
- 1969 : Dieu pardonne à mon pistolet (Dio perdoni la mia pistola)
- 1969 : Le Canon de la dernière chance (Porta del cannone)
- 1970 : Un homme nommé Apocalypse Joe (Un uomo chiamato Apocalisse Joe)
- 1971 : Déposez les colts (Posate le pistole, reverendo)
- 1972 : La mort tombe doucement (La morte scende leggera)
- 1972 : Les Démons sexuels (Byleth: Il demone dell'incesto)
- 1977 : Les Deux Orphelines (Le due orfanelle)

### Scénariste

#### Cinéma
- 1955 : L'Aigle rouge (Il principe dalla maschera rossa)
- 1959 : Le notti dei teddy boys (it)
- 1962 : La Dernière Attaque (La guerra continua)
- 1963 : Le Sabre de la vengeance (I diavoli di Spartivento)
- 1966 : El rojo
- 1967 : Killer Kid
- 1969 : Dieu pardonne à mon pistolet (Dio perdoni la mia pistola)
- 1969 : Le Canon de la dernière chance (Porta del cannone)
- 1970 : Un homme nommé Apocalypse Joe (Un uomo chiamato Apocalisse Joe)
- 1971 : Déposez les colts (Posate le pistole, reverendo)
- 1972 : La mort tombe doucement (La morte scende leggera)
- 1972 : Les Démons sexuels (Byleth: Il demone dell'incesto)